# Абдулла Шаиг
Абдулла Шаиг (азерб. Abdulla Şaiq Mustafa oğlu Talıbzadə; Абдулла Мустафа оглы Шаиг, настоящая фамилия Талыбзаде; 24 февраля 1881— 24 июля 1959) — азербайджанский поэт, прозаик, драматург, переводчик и педагог, заслуженный деятель искусств Азербайджанской ССР (1941).

## Биография
Абдулла Шаиг родился 24 февраля 1881 года в Тифлисе в семье Ахунда Мустафа Талибзаде. Начальное образование получил в тифлисской городской школе. После школы Абдулла Шаиг с семьёй переехал в Хорасан (Иран). В Хорасане он продолжает своё образование. За это время Шаиг изучил персидский и арабский языки, восточные литературы. Прожив в Иране около восьми лет, Абдулла Шаиг возвращается в Тифлис и спустя некоторое время вместе с семьёй переезжает в Баку.
Переехав в Баку, он путём самообразования изучил русский язык и сдал экзамен на должность учителя русско-азербайджанских школ. Свою педагогическую деятельность А. Шаиг совмещал с литературным творчеством. В раннем периоде своего творчества Абдулла Шаиг создавал рассказы и стихи правдиво отражающие жизнь рабочих и крестьян. Его рассказ «Письмо не дошло» повествует о беспросветной жизни бакинского рабочего, приехавшего на заработки из Ирана в Баку и погибшего в нефтяном колодце хозяина.
Шаиг известен и как первый детский писатель в Азербайджане. Его стихотворные сказки («Тык-тык ханум», «Хороший друг», «Колобок» и др.), драматургические сцены («Хорошая весна», «Чабан» и др.) были и есть любимые произведения азербайджанских школьников.
Печататься он начал с 1906 года. В это время им были написаны пьесы, рассказы, стихи и поэмы. В начале 20-х годов XX века Шаиг преподаёт в школах, пишет стихи и рассказы, печатает пьесу «Ильдрым» («Молния»). В эти же годы он завершает написание новой пьесы «Обманутые звёзды» по одноимённой повести М. Ф. Ахундова. Позднее Абдулла Шаиг создаёт свои известные поэмы «Гоч-Полад», «Дед Тапдыг», «Труд и красота» и другие.
Его произведения — рассказы о быте и нравах людей, роман «Араз», детские сказки, драма «Нушабе» отражали реальную эпоху. В переводах Шаига отчётливо проглядываются первые, но смелые опыты переводов Гасаналиага хана Гарадагского «Интерес Шаига к поэзии, литературе появился в семилетнем возрасте, когда он стал учиться в тифлисской школе. Он запоминал стихи на азербайджанском, русском и персидском языках. Первым его учебником явился «Вэтэн дили», в который были включены басни И. А. Крылова в переводе Гасаналиага хана Гарадагского (Гарадаги)».
Начиная с 1938 года, на сцене театра Юного зрителя с успехом шли пьесы Абдуллы Шаига «Хасай», «Эль-оглы» и другие. В том же году была издана книга Абдуллы Шаига, в которую были включены переводы 97 басен Крылова. В 1946 году на сцене Азербайджанского драматического театра была поставлена пьеса Абдуллы Шаига «Нушабэ».
Произведения Абдуллы Шаига неоднократно издавались на азербайджанском языке, переводились на русский, грузинский, узбекский и другие языки. Сам он тоже много переводил на азербайджанский язык произведения Низами Гянджеви, Фирдоуси, Саади, Руми, Шекспира, Свифта, Дефо, Крылова, Пушкина, Лермонтова, Некрасова, Чехова, Горького и других.
Скончался Абдулла Шаиг 24 июля 1959 года в возрасте 78 лет в Баку. Созданный в 1931 году Азербайджанский государственный кукольный театр с 1974 года носит его имя. В 1990 году в Баку открылся дом-музей Абдуллы Шаига. Музей расположен в одной из квартир здания, где в своё время жил поэт-драматург и его семья.

## Награды
- орден Ленина (1946)
- орден Трудового Красного Знамени (24.02.1956)
- заслуженный деятель искусств Азербайджанской ССР (1941)

## Память
- В 1990 году в Баку создан дом-музей Абдуллы Шаига.
- Азербайджанский государственный театр кукол имени А. Шаига.

- Мемориальные доски у входа в дом-музей Абдуллы Шаига в Баку. В этом доме Шаиг жил с 1914 по 1957 гг. Скульптор Натик Алиев.
- Мемориальная доска на стене дома в Баку, в котором жил Шаиг.Скульптор Натик Алиев.
- Могила Абдуллы Шаига в Аллее почётного захоронения, Баку.

## Ссылка
- Мирахмедов А. М. Абдулла Шаик. — Баку: Элм, 1956. — С. 6 (азерб.)
- Мастер всех жанров
- About Abdulla Shaig
- ФЭБ — Талыбзаде. Азербайджанская литература (на рубеже XIX и XX веков)
- «ВСЕ МЫ — ЛУЧИ ОДНОГО СОЛНЦА» (недоступная ссылка)
- My Father Abdulla Shaig